# 克里斯蒂安·彼泽·克吕辛
克里斯蒂安·彼泽·克吕辛（丹麥語：Christian Peder Kryssing，1891年7月7日—1976年7月7日），是第二次世界大战期间的一位与德方合作的丹麦通德者。克吕辛是个炮兵军官，也是反共主義者，曾在1941至1942年指挥丹麦自由军团。
1945年5月，克吕辛向英军投降，于1946年6月被交给丹麦警方。1947年10月27日，他因曾加入武装党卫队而被判处4年监禁，但在1948年5月就获释了。克吕辛有两个儿子，分别于1942和1944年在与苏联红军的战斗中阵亡。